# ناتج قومي إجمالي

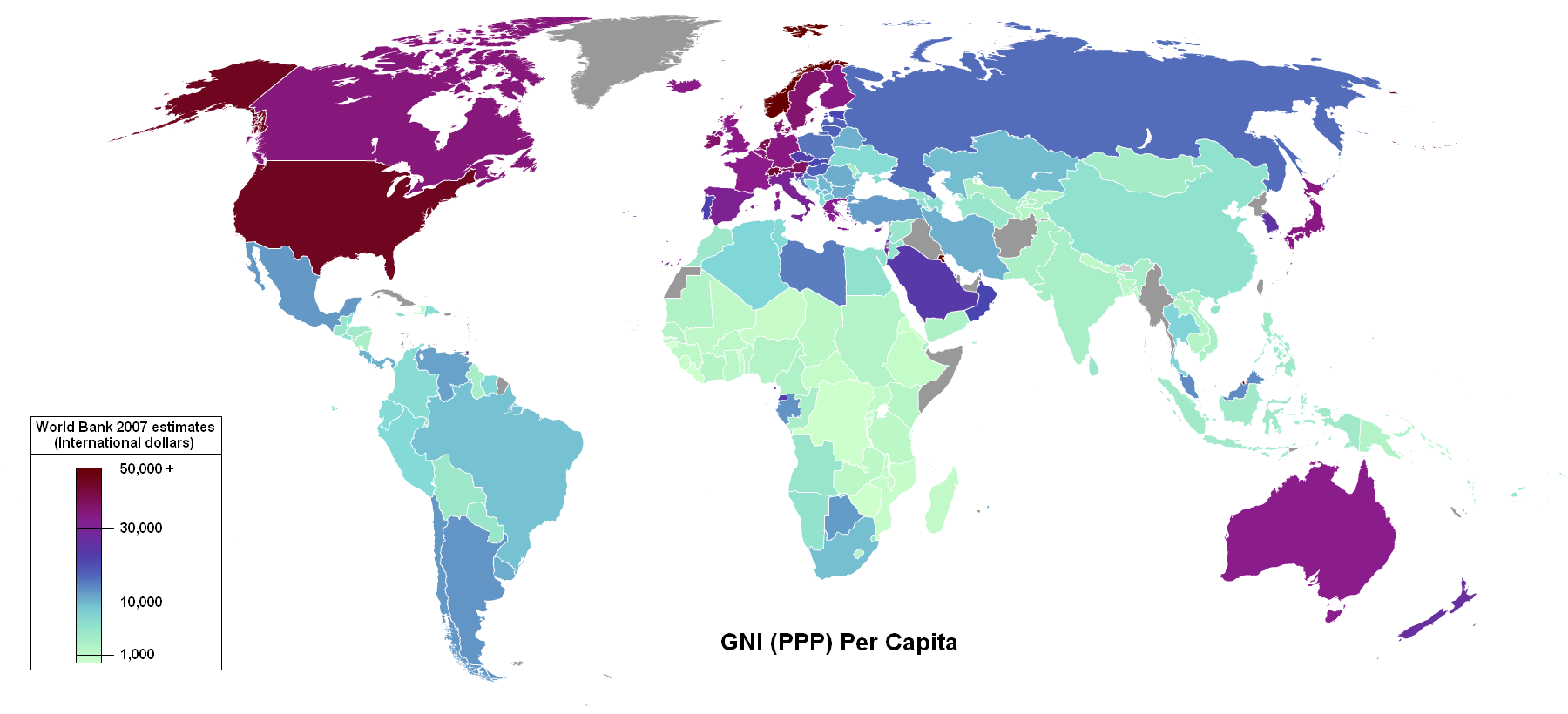

في الاقتصاد، الناتج القومي الإجمالي (GNP) هو مقياس لحجم الإنتاج الاقتصادي من السلع والخدمات من موارد مملوكة من قبل سكان منطقة معينة في فترة زمنية ما (حتى وإن كان هذا الإنتاج الاقتصادي يتم خارج هذه المنطقة). وهو أحد المقاييس التي تستخدم لقياس الدخل القومي والمصروفات العامة للدول.
مفهوم الناتج القومي الإجمالي مشابه لمفهوم الناتج المحلي الإجمالي (GDP)، سوى أن الناتج المحلي الإجمالي يحسب قيمة السلع والخدمات المنتجة من الموارد الموجودة محلياً، بينما الناتج القومي الإجمالي يحسب قيمة السلع والخدمات المنتجة من الموارد المملوكة محلياً. والفرق مهم.
مثلاً، قيمة إنتاج مصنع صيني في الأردن تدخل في الناتج المحلي الإجمالي الأردني لأن المصنع موجود محلياً على الأرض الأردنية، ولكنها تدخل في الناتج القومي الإجمالي الصيني لكون ملاك المصنع صينيين، فالمصنع الصيني مورد موجود محلياً في الأردن، ومملوك محلياً في الصين. وبالمثل أيضاً قيمة إنتاج عامل جزائري في فرنسا تدخل في الناتج المحلي الإجمالي الفرنسي وفي الناتج القومي الإجمالي الجزائري، وهكذا. وقد باتت معظم الإحصائيات الأقتصادية تستخدم الناتج المحلي الإجمالي في التسعينات لأنه يعبر بصورة أفضل عن حالة النشاط الأقتصادي في بلدٍ ما، بغض النظر عن جنسية من يقومون بذلك النشاط، مع العلم أن الناتج القومي الإجمالي هو ما يبقى في النهاية بأيدي مواطني ذلك البلد لينفقوه. مثلاً، الناتج القومي الإجمالي الأردني أكبر من الناتج المحلي الإجمالي الأردني بسبب الحجم الهائل لتحويلات الأردنيين العاملين في الخارج التي تصل عادةً إلى أكثر من مليار دينار أردني في العام.

## مصداقية الناتج القومي الإجمالي
هناك أسئلة ذكية يجب أن نطرحها على كل من يحدثنا عن الناتج القومي حتى لا تخدعنا
؟ فخلف رقم ال GNP تختفي مجموعة أرقام يجب التعرف عليها.

### من أهم هذه الأسئلة، هل الحديث يدور حول ال GNP الجاري أم الحقيقي؟
فالجاري هو الذي لم تحذف منه نسبة التضخم10 %, فمن الممكن أن يصعد منحنى ال GNP , لكن هذا الصعود قد يكون ناتجا عن التضخم (أي زيادة أسعار البضائع), وليس عن زيادة الإنتاج في البلد. لأنه محسوب بالنقد، فالنقد فعلا أكبر لكنه لا يعكس بالضرورة
وجود إنتاجية أكبر، لذلك تحذف 10 % احتياطيا من ال GNP لحساب التضخم.

### وهل يزيددخل المواطن؟
فبعد حذف ال 10 % قد يظل اتجاه المنحى في صعود، هنا
يجب مباغتة منحنى الصعود بسؤال آخر، كم يدخل جيب المواطن؟ أي ما نصيب الفرد
الواحد من إجمالي الناتج القومي، فتتم قسمة ال GNP على عدد سكان الدولة، فإذا ظهر أن
دخل الفرد زاد فهذا يعني أن الاقتصاد في تحسن، ولو كان المنحنى في صعود ودخل الفرد
يقل فهذا معناه أن هناك زيادة في عدد السكان تأكل عملية التنمية.
كثير ما تتحدث بعض البلدان الفقيرة عن زيادة الناتج القومي لديها، لكن الفقر يزداد، وذلك
يرجع إلى الزيادة المضطردة في عدد السكان.
سيتضح الأمر عندما نطرح السؤال الثالث.

### هل يوزع الناتج القومي على جميع الشرائح؟
فبعد أن حذفنا التضخم وحذفنا أيضا احتمال زيادة عدد السكان، يجب معرفة توزيع الناتج القومي على الشرائح المختلفة في المجتمع، وهي: أربع فئات أساسية ينظر
إليها:
- فئة الفقراء: وهم المعدمون الذين يعيشون تحت خط الفقر، هل زاد دخلهم أم لا؟
- فئة العمال: هل تحسنت أحوالهم أم تدهورت؟
- الفئة المتوسطة: كالمدرسين وموظفي الحكومة، هل تحسنت أحوالهم أم تدهورت.
- فئة الأغنياء: ومردود الدخل القومي عليهم.

فقد يكون الناتج القومي موزعا فقط على الأغنياء، فيزداد الغني غنى ويزداد الفقير فقرا،
فالناتج القومي يبدو أنه زاد لكنه لم يصل إلى جميع الشرائح بالتساوي، فهو حكر على فئات
معينة.
بالإجابة عن الأسئلة الثلاثة السابقة حول التضخم، ودخل الفرد، وتوزيع الناتج القومي على
جميع الطبقات ; يمكن للفرد غير المتخصص أن يستوعب دلالة ومصداقية الحديث عن الناتج
القومي GNP .

## طريقة تولد الناتج القومي GNP
لتبسيط الموضوع سنعتبر أن ال GNP نهر قادم من أربعة روافد:

### الرافد الأول «تيار البيوت» (قطاعالمستهلكين)
أنا وأنت وغيرنا، فكلنا نشتري من السوق، ومعاملاتنا تحسب باعتبارها نشاطا اقتصاديا له طريقة حساب محددة، وعمليات الشراء اليومية تساهم في ال GNP . وتشمل السلع المعمرة كالثلاجة وغير المعمرة كالسلع الاستهلاكية. بالإضافة إلى الخدمات كالذهاب إلى طبيب أو استئجار عامل.

### الرافد الثاني «المستثمرون» (قطاعالمنتجين)
التجار الذين يأخذون قروضا وينشئون مصانع ويبيعون ويمارسون معاملات اقتصادية تصب في النهر أي ال GNP .

### الرافد الثالث «الحكومة» (القطاع الحكومي)
فالحكومة تنشئ مدارس، وطرقات ومبان، ومصانع...إلخ، وتدفع رواتب، فهي طرف أساسي في الاقتصاد، والتعاملات التي تقوم بها في السوق تصب في ال GNP .

### الرافد الرابع: «المستثمر الأجنبي» (قطاعالعالمالخارجي)
الذي يشتري من الدولة ويبيع لها. ويتم حساب صافي الصادرات. فالدول تخصص جزءا من نفقاتها لاستيراد سلع وخدمات من الخارج لذلك يحسب إنفاق قطاع الاستثمار الأجنبي من خلال طرح قيمةالواردات من الصادرات.
أي أن إنفاق قطاع المستثمر الأجنبي = الصادرات – الواردات.

هذه الروافد تشكل القطاعات الأربعة المكونة للاقتصاد، ويمكن من خلالها حساب إجمالي
الناتج القومي:
إجمالي الناتج القومي =الإنفاق الاستهلاكي + الإنفاق الاستثماري + الإنفاق الحكومي +إنفاق المستثمر الأجنبي.